# 交響曲第1番 (チャイコフスキー)
交響曲第1番ト短調『冬の日の幻想』（ロシア語：Зимние грёзы） は、チャイコフスキーが発表した最初の交響曲で、1866年3月から6月にかけて作曲された。作品番号13。
チャイコフスキーの交響曲は、番号付きのものが6曲、『マンフレッド』を含めると7曲あるが、演奏機会が多いのは第4番以降のものである。第1番は、初期の3曲のなかでは、親しみやすい曲想と魅力的な旋律で比較的よく知られる。標題の「冬の日の幻想」は第1楽章に付けられたものに由来しているが、『マンフレッド』を除いて、チャイコフスキー自身が交響曲に標題もしくは副題を付けた例には他に第6番『悲愴』がある。このほか、第2楽章にも標題が付されている。演奏時間約43分。

## 作曲の経緯
1866年1月にチャイコフスキーはサンクトペテルブルクからモスクワに出る。恩師アントン・ルビンシテインの弟ニコライ・ルビンシテインが設立したモスクワ音楽院の講師として招かれたのである。音楽院では和声と楽器法を教えることになっていたが、9月の開校までの間、貧しかったチャイコフスキーはニコライ邸の食客として過ごし、ニコライに勧められて交響曲を作曲した。執筆は3月から6月ごろである（第1稿）。
交響曲が仕上がると、チャイコフスキーはサンクトペテルブルクのアントン・ルビンシテインやニコライ・ザレンバに楽譜を見せて意見を乞うた。2人はこれを酷評し、チャイコフスキーは彼らの意見を取り入れて楽譜に手を加えて再び見せたが、2人の反応は依然として厳しいものだった（第2稿）。チャイコフスキー26歳のときである。
チャイコフスキーは1874年にこの曲を改訂しており（第3稿）、今日ではこの稿が演奏される。

## 初演
1866年12月モスクワで第2楽章、1867年2月にサンクトペテルブルクで第3楽章が、それぞれ演奏会で取り上げられたが、アントン・ルビンシテインに認められなかったことが影響していずれも部分的なものであった。全曲の初演は作曲から2年後の1868年2月15日、ニコライ・ルビンシテインの指揮による。初演は大成功し、チャイコフスキーは弟のアナトーリに「私の交響曲はすごい評判だった。とくにアダージョが喜ばれた。」と書き送っている。曲はニコライ・ルビンシテインに献呈された。
改訂された第3稿による初演は1883年12月1日、モスクワにおいて行われている。

## 楽器編成
ピッコロ 1（第４楽章のみ）、フルート 2、オーボエ 2、クラリネット 2、ファゴット 2、ホルン 4、トランペット 2、トロンボーン 3（第４楽章のみ）、テューバ 1（第４楽章のみ）、ティンパニ、シンバル（第４楽章のみ）、大太鼓（第４楽章のみ）、弦五部。

## 楽曲構成

### 第1楽章「冬の旅の幻想」
Allegro tranquillo - Poco più animato
ト短調、2/4拍子、ソナタ形式。「冬の旅の幻想」(Грёзы зимнею дорогой)と標題が付けられている。
ヴァイオリンの弱いトレモロに乗ってフルートとファゴットが民謡風な第1主題を出す。木管に律動的な動機が現れ、これが低弦に移って進んでいく。ニ長調の第2主題はクラリネットで明るく出るが、やはり民謡風である。弦がトレモロを刻む小結尾では金管、ティンパニ、管による華やかな楽想となる。ア･テンポで展開部となり、主として第1主題を扱う。３小節の全休止後、再現部となる。第1主題は低音弦とホルンの和音により導入され、ヴァイオリンとヴィオラで、第2主題はト長調でフルートで奏される。小結尾も再現された後、第１主題によるコーダとなり、冒頭の楽想を再現して静かに終わる。

### 第2楽章「陰気な土地、霧の土地」
Adagio cantabile ma non tanto - Pochissimo più mosso
変ホ長調、4/4拍子、序奏-A-B-A-B-A-コーダというロンド形式。(コーダで序奏主題が回帰するので、A-B-C-B-C-B-Aという見方も可能である。)「陰気な土地、霧の土地」(Угрюмый край, туманный край)と標題がつけられている。1866年にチャイコフスキーが訪れたラドガ湖の印象ともいわれる。
序奏は弱音器を付けたヴァイオリンの柔らかく物語るような旋律。主要主題Aは、旋律の後半はハ短調に傾き、哀調を帯びたもの。はじめにオーボエ、二回目にチェロ、三回目はホルンでそれぞれ歌われる。この旋律は序曲『雷雨』作品76の中でも使用されている。ポキッシモ・ピウ・モッソの副主題(B)は主要主題の素材を用いた軽いエピソード的なもので、変イ長調でフルートにより奏されてからヴァイオリンに引きつがれる。まもなく主部が回帰し、今度は主要主題がヴィオラで展開的に取り扱われる。次いで副主題が変ホ長調で再現された後、主部が華麗に回帰する。ホルンにより主要主題が変形して奏され、クライマックスを作る。これが収束するとコーダとなり、ヴァイオリンの序奏主題が還ってきて締めくくる。

### 第3楽章
Scherzo. Allegro scherzando giocoso
ハ短調、3/8拍子、三部形式(スケルツォ)。
木管の短い前奏につづいて、4部に分割されたヴァイオリンが軽快な主要主題を出す。この主題は1865年にチャイコフスキーが作曲した嬰ハ短調のピアノソナタ（作品80、遺作）の素材を用いている。主部は弱音主体で夢幻的な雰囲気をもつ。中間部では、ヴァイオリンとチェロがワルツ風に歌い、木管とホルンがこれに絡む。主部が再現すると、主題は今度は木管で奏される。コーダでは、中間部のワルツがハ短調で現れ、チェロとヴィオラが独奏でカデンツァ風に奏して歯切れよく終わる。

### 第4楽章
Finale. Andante lugubre - Allegro moderato - Allegro maestoso - Allegro vivo - Più animato
ト短調、4/4拍子 － ト長調、2/2拍子。序奏付きのソナタ形式。
序奏では、ファゴットが暗い動機を断片的に出し、これをヴァイオリンが受け取って、哀愁を湛えた旋律を歌う。これは、南ロシア・カザン地方の民謡「咲け、小さな花」に基づいており、この楽章で大きな役割を果たす。この動機を繰り返しながらト長調に転じてアレグロ・モデラートに速度を上げていく。高音弦の装飾を伴ってクライマックスに達したまま主部になだれ込み、第1主題が金管を伴って快活で華やかに出される。ロ短調で第2主題は序奏主題を行進曲調にしたもので、ヴィオラとファゴットによる。展開部ではまず序奏主題が現れ、次に第1主題の動機から現れた新しい旋律を対位法的に扱う。これが発展したところでそのまま再現部へ入る。第1主題は型どおり再現され、第2主題はわずかに木管に出るが、すぐに速度が落ちて序奏の再現となる。ここから次第に高揚していき、アレグロ・ヴィーヴォで長大なコーダに入る。序奏主題(第2主題)が全管弦楽で高らかに奏され、圧倒的なクライマックスを形成してゆく、ピウ・アニマートでさらに力と熱を加え、全合奏で壮麗に締めくくる。